# Altamont (Illinois)
Altamont és una població dels Estats Units a l'estat d'Illinois. Segons el cens del 2000 tenia 2.283 habitants.

## Demografia
Segons el cens del 2000, Altamont tenia 2.283 habitants, 899 habitatges, i 608 famílies. La densitat de població era de 678,1 habitants/km².
Dels 899 habitatges en un 33,3% hi vivien nens de menys de 18 anys, en un 54,7% hi vivien parelles casades, en un 10% dones solteres, i en un 32,3% no eren unitats familiars. En el 29% dels habitatges hi vivien persones soles el 15,6% de les quals corresponia a persones de 65 anys o més que vivien soles. El nombre mitjà de persones vivint en cada habitatge era de 2,44 i el nombre mitjà de persones que vivien en cada família era de 3,02.
Per edats la població es repartia de la següent manera: un 25,9% tenia menys de 18 anys, un 8,1% entre 18 i 24, un 24,1% entre 25 i 44, un 21,8% de 45 a 60 i un 20,1% 65 anys o més.
L'edat mediana era de 40 anys. Per cada 100 dones de 18 o més anys hi havia 83,1 homes.
La renda mediana per habitatge era de 33.186 $ i la renda mediana per família de 37.837 $. Els homes tenien una renda mediana de 27.639 $ mentre que les dones 18.446 $. La renda per capita de la població era de 15.478 $. Aproximadament el 4,6% de les famílies i el 6,9% de la població estaven per davall del llindar de pobresa.

## Poblacions més properes
El següent diagrama mostra les poblacions més properes.